# 花山院家理
花山院家理（かさんのいん いえのり、天保10年（1839年）9月7日 - 明治13年（1880年））は、江戸時代後期から明治時代にかけての公卿。
安政5年（1858年）、日米修好通商条約締結に反対し、廷臣八十八卿列参事件に参加した。

## 官歴
- 弘化元年（1844年）：従五位下
- 弘化2年（1845年）：従五位上、侍従
- 弘化3年（1846年）：正五位下
- 弘化3年（1847年）：従四位下
- 嘉永元年（1848年）：従四位上
- 嘉永2年（1849年）：正四位下
- 嘉永4年（1851年）：右権少将
- 安政4年（1857年）：従三位、権中将
- 安政5年（1858年）：正三位
- 文久3年（1863年）：位官返上

## 系譜
- 父：花山院家厚
- 兄：花山院家正
- 弟：花山院家威